# Елена Палеологина
Вижте пояснителната страница за други личности с името Елена Палеологина.
Елена Палеологина (на старогръцки: Ἑλένη Παλαιολογίνα) е византийска принцеса, кралица на Кипър и Армения, титулувана кралица на Йерусалим и принцеса на Антиохия чрез брака си с кипърския крал Йоан (Жан) II. Коварна и отмъстителна жена, Елена Палеологина отравя зет си Жуау Португалски и заповядва да бъде отрязан носът на любовницата на съпруга ѝ.

## Биография
Родена е на 3 февруари 1428 в Мистра, Княжество Морея. Дъщеря е на Теодор II Палеолог и на Клеофа Малатеста. На 3 февруари 1442 г. Елена се омъжва за кипърския и арменски крал Жан II, който е и титулуван Крал на Йерусалим и принц на Антиохия. По това време Елена е на 14, а съпругът ѝ е на 27.
Няколко месеца след сватбата Елена заповядва да отрежат носа на бившата любовница на съпруга ѝ – красивата Мариета от Патра. Няколко години преди това Мариета е родила незаконен син на краля – Жак, който става един от основните врагове на Елена в борбата за влияние над съпруга ѝ. Кралицата силно негодува срещу назначаването на 16-годишния Жак за архиепископ на Никозия. През 1457 г. обаче Жак убива кралския шамбелан и е прогонен от острова, но по-късно е опростен от баща си и се завръща на поста си.
В Кипър Елена придобива изключително политическо влияние. Тя дава убежище на много бежанци от Константинопол след превземането на града през 1453. В Кипърското кралство Елена Палеологина фаворизира православието и гръцката култура, поради което е смятана за голям враг от католиците на острова, докато местните киприоти възпяват красотата и мъдростта ѝ. През 1457 тя отравя съпруга на най-голямата си дъщеря – португалския инфант Жуау, който подкрепя католическата партия в двора и по този начин си спечелва омразата на тъща си.
Елена Палеологина умира на 11 април 1458 г. в Никозия, където тя и съпругът ѝ се барикадират по време на въстание, предвождано от незаконния син на краля.

## Деца
Елена и Жан Кипърски имат две дъщери:
- Шарлота
- Клеофа